# Vernon (Alabama)
Vernon is een plaats (city) in de Amerikaanse staat Alabama, en valt bestuurlijk gezien onder Lamar County.

## Demografie
Bij de volkstelling in 2000 werd het aantal inwoners vastgesteld op 2143.
In 2006 is het aantal inwoners door het United States Census Bureau geschat op 1927, een daling van 216 (-10,1%).

## Geografie
Volgens het United States Census Bureau beslaat de plaats een oppervlakte van
15,3 km², geheel bestaande uit land. Vernon ligt op ongeveer 118 m boven zeeniveau.

## Plaatsen in de nabije omgeving
De onderstaande figuur toont de plaatsen in een straal van 24 km rond Vernon.